# 渥美拓馬
渥美 拓馬（あつみ たくま、1992年1月15日 - ）は、日本の元YouTuber。Carry On所属。元株式会社Kiii所属。

## 概要
愛知県知多半島周辺を拠点に活動しており、主に釣りや、料理の動画が多く、釣りではバス釣りを得意とするバサーである。一方、アロワナや、アリゲーターガーなどを海外で釣るなど様々な魚を釣りあげている。また、ルアーを自作する一面もある。

## 経歴
1992年、愛知県にて出生。小学1年のときに祖母と水路でフナなどを捕っていたことから、もっと大きな魚を捕りたいと思うようになり釣りを始める。
農学部を卒業後、農業に関するものを製造するメーカーに就職。2013年、写真ではなく動画で思い出を残したいという思いからYouTubeへ動画投稿を始める。その後、チャンネル名を数度変更のち、現在の「渥美拓馬/Takuma Atsumi」へと設定する。
2016年11月、YouTubeのイベントにて「にしやんFishingClub」として参加していたきまぐれクックのかねこ、にしやん会長と出会い意気投合、交流するようになる。
2015年8月、2017年1月にUUUMに勧誘されるが、当時は職についていたため辞退。その後、退職しYouTuberとして本格的に活動を始め、2017年12月にかねこと同じKiiiに所属する。
2019年9月末にスペインへの渡航を予定していたが、9月19日に激痛に襲われる。3日間寝込むも22日頃に小康状態となり、以降は普段通りの生活に戻っていたが、26日に釣りから帰宅後、血尿が出たため救急病院へ。検査の結果、急性前骨髄球性白血病と診断され、27日に緊急入院することとなった。
2020年5月12日、白血病の治療終え、寛解。
その後、2年前から開発していたルアーが完成し、「Abyss」という個人ルアーブランドを立ち上げた。

## 出演
- イッポウ（2017年7月25日）[21]